# Christian Examiner

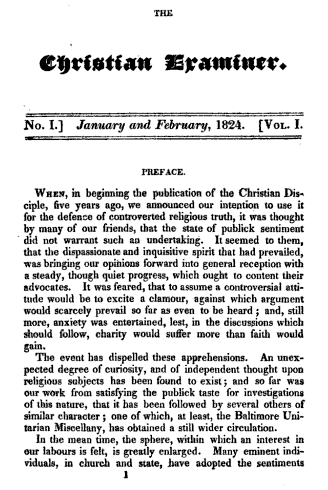
Numero del 1824 del periodico The Christian Examiner

The Christian Examiner fu periodico cristiano pubblicato in America dal 1813 al 1869.

## Storia e profilo
Fondato nel 1813 col nome di The Christian Disciple, nel 1814 fu acquisito da Nathan Hale (1784-1863). Successivamente, la pubblicazione fu sipervisionata da suo figlio Edward Everett Hale. Nel 1822 The Christian Disciple diede alle stampe la prima opera di Ralph Waldo Emerson, intitolata Thoughts on the Religion of the Middle Ages (Pensieri sulla religione del Medioevo), firmata H.O.N.
Nel corso degli anni, tra i redattori vi furono: William Ellery Channing, Noah Worcester, Henry Ware Jr., John Gorham Palfrey, Francis Jenks e altri. Importante rivista del cristianesimo liberale, fu influente nei movimenti unitari e trascendentalisti. Cessò le pubblicazioni nel 1869, quando fu assorbita da un nuovo periodico unitariano diretto da Edward Everett Hale e intitolato Old and New.